# شوهی یوشیدا
شوهی یوشیدا (吉田 修平 Yoshida Shuhei, متولد ۱۱ فوریهٔ ۱۹۶۴) یک تاجر ژاپنی و کهنه‌کار صنعت بازی است. او از سال ۲۰۰۸ تا ۲۰۱۹ رئیس استودیوهای جهانی اس‌آی‌ای (SIE) برای سونی اینتراکتیو انترتینمنت بود، قبل از اینکه به پروژه‌های دیگر مرتبط با سونی اینتراکتیو انترتینمنت (SIE) برود. یوشیدا یکی از اعضای کلیدی برند پلی‌استیشن از زمان ایده اولیهٔ آن بوده است و از سال ۱۹۹۳ بخشی از این شرکت بوده است.
در سال ۲۰۲۳، او در نوزدهمین دوره جوایز بازی‌های آکادمی بریتانیا به دلیل فعالیت در صنعت بازی، جایزه بفتا فلوشیپ را دریافت کرد.

## سونی اینتراکتیو انترتینمنت
او با مدرک لیسانس از دانشکده اقتصاد در دانشگاه کیوتو فارغ‌التحصیل شد، جایی که در گروه استراتژی شرکتی و همچنین هماهنگی تجارت رایانه شخصی شرکت داشت. یوشیدا در آوریل ۱۹۸۶ به شرکت سونی پیوست.
او بعداً مدرک کارشناسی ارشد مدیریت کسب‌وکار خود را در دانشگاه کالیفرنیا (لس آنجلس) (UCLA) در سال ۱۹۹۳ به دست آورد.
او یکی از اعضای اولیه پروژه پلی‌استیشن در فوریهٔ ۱۹۹۳ بود، جایی که به عنوان مدیر اجرایی حساب کاربری، سرپرستی برنامه صدور مجوز شخص ثالث سونی کامپیوتر انترتینمنت را بر عهده داشت.
یوشیدا عناوین پرفروش زیادی از جمله بازی آنلاین برتر سونی کامپیوتر انترتینمنت آمریکا (SCEA) با هدست صوتی SOCOM U.S. Navy SEALs، جک و داکستر: میراث پیشروان، فلز درهم‌تنیده: سیاه و همچنین ATV Offroad Fury را در اختیار دارد. در استودیو، یوشیدا تهیه‌کننده اجرایی عناوینی از جمله گرن توریسمو، Ape Escape، افسانه اژدها و عناوین دیگر بود.
در آوریل ۲۰۰۰ معاون سونی کامپیوتر انترتینمنت آمریکا شد. در فوریهٔ ۲۰۰۷ معاون ارشد استودیوهای جهانی سونی کامپیوتر انترتینمنت (SCE) ایالات متحده آمریکا شد. در مهٔ ۲۰۰۸ رئیس استودیوهای جهانی سونی کامپیوتر انترتینمنت (SCE) شد.

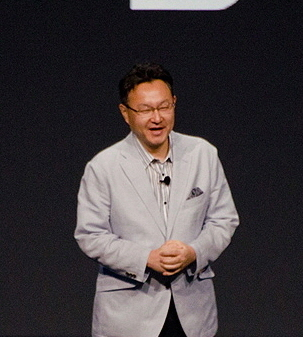
یوشیدا در ای۳ ۲۰۱۳

در نوامبر ۲۰۱۳ یوشیدا در ویدئوی رسمی جعبه‌گشایی پلی‌استیشن ۴ ظاهر شد.
در سال ۲۰۱۳، یوشیدا به دلیل افزایش باز بودن، حضور در میان مصرف‌کنندگان و صنعت بازی در حوالی معرفی و عرضه پلی‌استیشن ۴، محبوبیت قابل توجهی به دست آورد. به عنوان مهمان در پادکست‌های مختلف بازی ظاهر می‌شد و از جمله موارد دیگر در ویدئوهای رسمی پلی‌استیشن نمایش داده می‌شد.
در ۷ نوامبر ۲۰۱۹، سونی اعلام کرد که یوشیدا از ریاست استودیوهای جهانی سونی اینتراکتیو انترتینمنت (SIE) در بحبوحه تغییراتی که در شرکت ایجاد شده بود، استعفا داد تا یک رئیس با ابتکار تازه تأسیس شده که بر پرورش سازندگان مستقل خارجی تمرکز دارد، جایگزین او شود. ابتکار جدید بر حمایت از توسعه دهندگان خارجی که در حال ایجاد تجربیات جدید و غیرمنتظره برای صنعت بازی هستند، تمرکز خواهد کرد. هرمن هالست، رئیس سابق استودیو گوریلا گیمز جایگزین او شد.